# Солонцы (Забайкальский край)
Солонцы — село в Газимуро-Заводском районе Забайкальского края России. Входит в состав сельского поселения «Солонеченское». Основано в 1923 году.

## География
Село находится в юго-восточной части района, при автодороге 76А-008, к западу от реки Солонечная, на расстоянии примерно 35 километров (по прямой) к востоку-юго-востоку (ESE) от села Газимурский Завод. Абсолютная высота — 782 метра над уровнем моря.
Климат
Климат характеризуется как резко континентальный с продолжительной морозной зимой и тёплым летом. Средняя температура воздуха самого холодного месяца (января) составляет −28 — −30 °C; средняя температура самого тёплого месяца (июля) — 16 — 18 °C. Среднегодовое количество атмосферных осадков составляет 300—350 мм.
Часовой пояс
Село Солонцы находится в часовой зоне МСК+6. Смещение применяемого времени относительно UTC составляет +9:00.

## Население
| 1989 | 2002 | 2010 | 2021 |
| ---- | ---- | ---- | ---- |
| 61   | ↗66  | ↘31  | ↘10  |

Половой состав
По данным Всероссийской переписи населения 2010 года в гендерной структуре населения мужчины составляли 54,8 %, женщины — соответственно 45,2 %.
Национальный состав
Согласно результатам переписи 2002 года, в национальной структуре населения русские составляли 100 % из 66 чел.

## Улицы
Уличная сеть села состоит из пяти улиц.